# Соперник Микки
«Соперник Микки» (англ. Mickey’s Rival) — это короткометражный рисованный мультфильм Walt Disney Productions, выпущенный 20 июня 1936 года. В этом мультфильме участвуют Микки Маус и Минни Маус, и впервые появляется Мортимер Маус.

## Сюжет
Микки Маус стоит возле своей машины, готовится к свиданию со своей девушкой, Минни Маус. Они вдвоём собираются на пикник. Но тут мимо проезжает испанская мышь по имени Мортимер и останавливается рядом с ними. Мортимер Маус — один из старых друзей Минни, который также известен как соперник Микки. Он сдаёт назад и врезается в автомобиль Микки.
Мортимер начинает высмеивать своего соперника, заставляя Микки ревновать. Он снимает с трусов две пуговицы. Одна пуговица спрятана в руке Микки, в то время как другая выброшена. Микки сердито пытается выхватить пуговицы Мортимера из его длинных брюк, но они поражают его током, заставляя ревновать ещё больше.
Потом Минни, Мортимер и Микки, который всё ещё недоволен Мортимером, устраивают пикник. Затем Мортимер видит быка в ближайшем загоне и пытается произвести впечатление на Минни, устраивая корриду. Микки становится немного нервным, когда Минни аплодирует Мортимеру. Микки дуется на Минни, разбивает чашку и мчится к своей старой машине.
Минни в шоке от ревнивого поведения Микки. Тем временем Мортимер всё ещё занимается корридой. Его первые две попытки были успешными, в основном за счёт того, что бык врезался в закрытые ворота, но когда Мортимер видит, что ворота открылись, он немедленно взвизгивает и убегает к своей спортивной машине, оставив Минни наедине с быком.
Бык преследует Минни. Микки понимает, что Минни в опасности. Микки прыгает внутрь своего автомобиля и едет, чтобы спасти Минни от разъярённого быка. Он ездит по кругу, создавая облако пыли, которое сбивает быка с толку. Минни запрыгивает в автомобиль. В конце они пожимают друг другу руки.

## Персонажи и озвучивание
- Уолт Дисней — Микки Маус
- Марселлит Гарнер — Минни Маус
- Sonny Dawson — Мортимер Маус
- Leone Le Doux

## Создатели
- Режиссер: Уилфред Джексон.
- Продюсер: Уолт Дисней.
- Аниматоры: Лес Кларк, Клайд Джероними, Дик Хьюмер, Олли Джонстон, Чарльз Торсон и Frenchy de Tremaudan.

## Релиз
- США — 20 июня 1936
- Великобритания — Август 1936
- Швеция — 1937
- Италия — 1939

### Телевидение
- 1 октября 1956 — «Клуб Микки Мауса»
- Эпизод #47 — «Good Morning, Mickey!»
- «From Disney, with Love»
- Эпизод #51 — «Donald's Quack Attack»
- «Sing Me a Story with Belle»
  - «What’s Inside Counts»
- Эпизод #1.23 — «The Ink and Paint Club»
  - «The 'Other' Mice»
- Эпизод #1.39 — «The Ink and Paint Club»
  - «Minnie Mouse»
- Эпизод #46 — «Have a Laugh!»

### Домашнее видео

#### VHS
- «Walt Disney Cartoon Classics: Limited Gold Editions»
  - «Minnie»
- «Sweetheart Stories»
- «Mickey's Greatest Hits»

#### DVD
- «Walt Disney Treasures»
  - «Mickey Mouse in Living Color»
- «Mickey and Minnie's Sweetheart Stories»
- «Classic Cartoon Favorites» — Volume 10
  - «Best Pals: Mickey & Minnie»

### Blu-ray
- «Celebrating Mickey»

## Название
- Оригинальное название — Mickey’s Rival
- Бразилия — O Rival de Mickey
- Германия — Mickys Konkurrent
- Испания — El rival de Mickey
- Италия — Il rivale di Topolino
- СССР (Русское название) — Соперник Микки
- Франция — Le rival de Mickey
- Швеция — Musse Piggs rival/Musses rival

## Прочее
- Когда Уолт Дисней создал Микки, он первоначально назвал свое детище Мортимер Маус, но его жена настояла, чтобы его назвали Микки, так как «Мортимер» — слишком причудливое имя для персонажа мультфильма.
- Мортимер Маус был создан, чтобы походить на самого Уолта Диснея.

### Появляется
- «Конь-огонь»/Get a Horse! (2013)

### Ссылается
- «Cuphead» (2017) — Внешний вид Вернера Вермана частично основан на Мортимере.

### Участвует
- 1956 — «The Mickey Mouse Club: Episode #2.1» — Этот мультфильм, за исключением титров, показан полностью.
- 1986 — «DTV Valentine» — Сцены из короткометражки показаны с рок — н-ролльной музыкой
- 1997 — «Ink & Paint Club: The 'Other' Mice» — Первый показанный мультфильм
- 1998 — «Ink & Paint Club: Minnie Mouse» — Шестой показанный мультфильм
- 2001 — «Mickey Mouse in Living Color»
- 2013 — «Animation Lookback: Pixar Animation Studios Part 3» — Клип с участием автомобилей показан, когда AniMat говорит о дизайне персонажей в автомобилях Pixar.